# Zunqul
Zunqul (tiếng Ả Rập: زونقل), cũng đánh vần là Zūnqal, Zounqul hoặc Zornaqal, là một ngôi làng nằm cách đó 14 kilômét (8,7 mi) phía tây bắc Manbij ở miền bắc Syria. Trong cuộc điều tra dân số năm 2004, nó có dân số 1.966 người.
SDF đã chiếm ngôi làng từ ISIL vào tháng 6 năm 2016.